# الوردتون (اوهایو)
الوردتون، اوهایو (به انگلیسی: Alvordton, Ohio) یک منطقهٔ مسکونی در ایالات متحده آمریکا است که در اوهایو واقع شده‌است.

## خصوصیات
الوردتون ۳۰۵ نفر جمعیت دارد و ۲۶۲ متر بالاتر از سطح دریا واقع شده‌است.